# 比良駅 (石川県)
比良駅（びらえき）は、石川県鳳珠郡穴水町比良にあったのと鉄道能登線の駅である。2005年、能登線の廃止により廃駅となった。
JR東海交通事業城北線、西日本旅客鉄道（JR西日本）湖西線、および江若鉄道（廃線）に同じ書き方の比良駅があるが、読みはすべて「ひら」駅である。

## 歴史
- 1959年（昭和34年）6月15日：日本国有鉄道（国鉄）能登線の駅として開業[1]。
- 1987年（昭和62年）4月1日：国鉄分割民営化により西日本旅客鉄道に承継[1]。
- 1988年（昭和63年）3月25日：のと鉄道に転換[1]。
- 1994年（平成6年）12月21日：交換設備を設置[2]。
- 2005年（平成17年）4月1日：能登線廃止に伴い廃駅。

## 駅構造
相対式ホーム2面2線を持つ地上駅。無人駅である。かつては1面1線の単式ホームだったが、のと鉄道転換後にホーム増設を行い、交換設備を設置した。

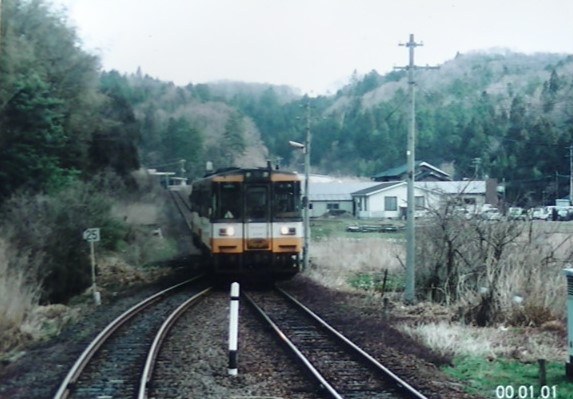
当駅より宇出津方面を見た駅構内（2005年3月）

## 駅周辺
- 穴水町立向洋中学校（2007年、穴水中学校へ統合）
- 国道249号

## 隣の駅
のと鉄道
能登線
中居駅 - 比良駅 - 鹿波駅